# Madisonville (Tennessee)
Madisonville város az Amerikai Egyesült Államok Tennessee államában, Monroe megyében, melynek megyeszékhelye is. Lakosainak száma 5132 fő (2020. április 1.).

## Népesség
A település népességének változása:

| 2010 | 4 577 |
| 2020 | 5 132 |